# District Joezjno-Koerilski
District Joezjno-Koerilski (Russisch: Южно-Курильский район; [Joezjno-Koerilski rajon]; "district Zuid-Koerilen") is een district binnen de Russische oblast Sachalin. Het omvat de zuidelijkste Koerileneilanden Koenasjir, Sjikotan en de rotseilandengroep Chabomai. De bevolking bedroeg 9.727 personen in 2002 tegen 13.597 in 1989. Het bestuurlijk centrum is de pgt Joezjno-Koerilsk op Koenasjir, waar in 2002 5.751 mensen woonden. In de selskoje poselenieje (landelijke gebieden) woonden in 2002 3.976 mensen.

## Plaatsen
De bevolking van het district is geconcentreerd in Joezjno-Koerilsk en omringende plaatsen. Koenasjir is daarmee het dichtstbevolkte eiland. Op Sjikotan liggen twee plaatsen met elk iets meer dan 1000 inwoners. De overige eilanden zijn afgezien van enkele grensposten onbewoond.
Het district omvat de volgende nederzettingen:
Koenasjir
- Joezjno-Koerilsk
- Doebovoje of Doebovaja (selo)
- Golovino (selo)
- Gorjatsji Pljazj (posjolok)
- Lagoennoje (posjolok)
- Mendelejevo (posjolok)
- Otrada (selo)

Sjikotan
- Krabozavodskoje (pgt)
- Malokoerilskoje (selo)

Samen met het eiland Itoeroep worden de eilanden geclaimd door Japan, die het de "Noordelijke territoria" noemt. Volgens Japan, dat zich beroept op het verdrag van Shimoda uit 1855, behoren de eilanden tot de subprefectuur Nemuro van de prefectuur Hokkaidō.